# Lijst van kakkerlakken in Saoedi-Arabië
Dit is een lijst van kakkerlakken uit Saoedi-Arabië. Deze pagina bevat zowel inheemse als niet-inheemse soorten.

## Orde Blattodea

### Familie Blattelidae
- Blattella biligata
- Blattella germanica Duitse kakkerlak
- Loboptera isolata
- Supella longipalpa bruinbandkakkerlak
- Oosterse sperzieboon
- Supellina biquandi [1]

### Familie Blattidae
- Blatta Orientalis
- Periplaneta americana Amerikaanse kakkerlak
- Shelfordella arabica
- Shelfordella lateralis Turkestan kakkerlak

### Familie Polyphagidae
- Heterogamische chopardi
- Polyphaga aegyptiaca Egyptische woestijnkakkerlak
- Heterogamica verspreidt
- Heterogamisca marmorata